# 耆英

耆英

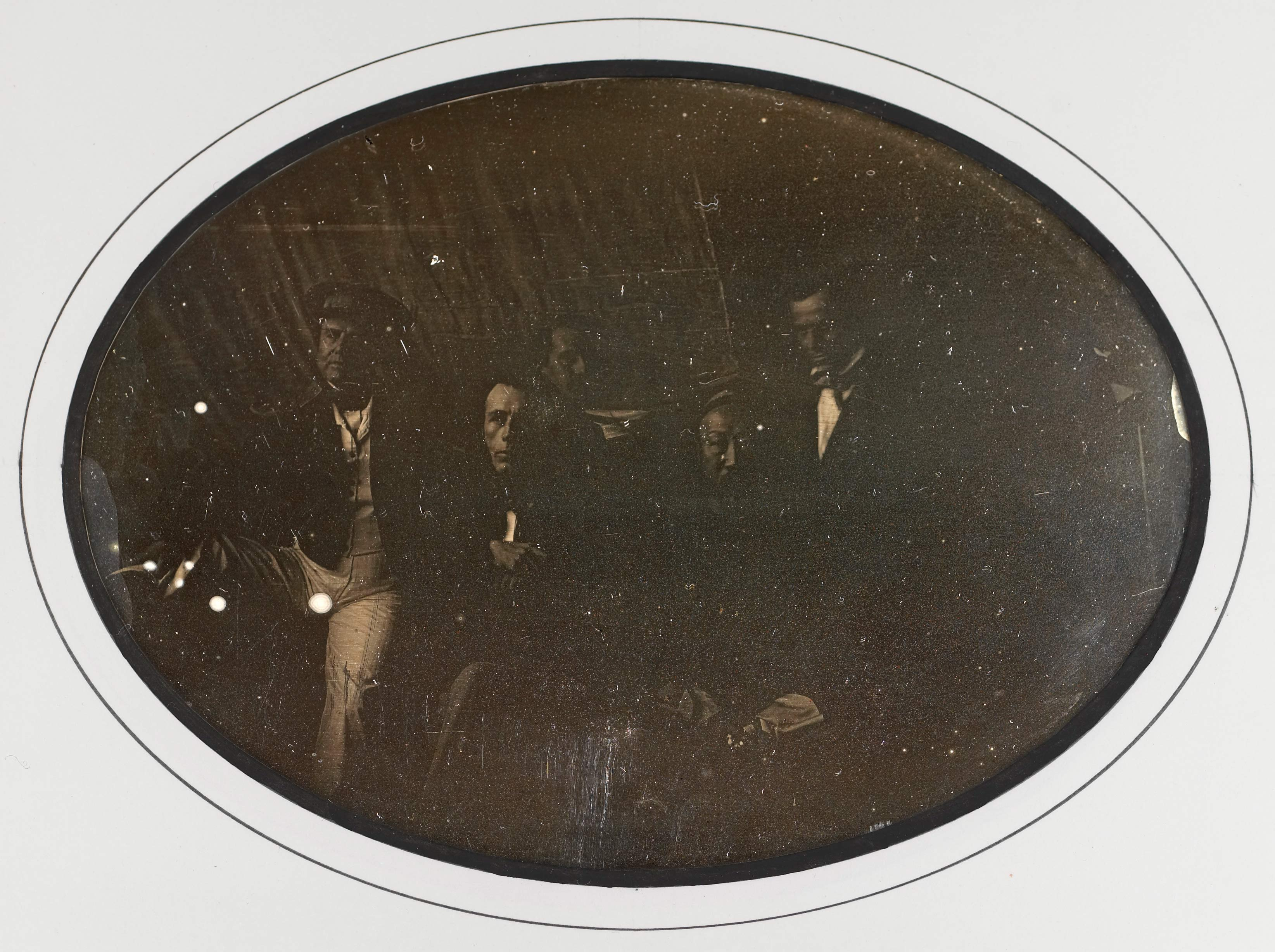
1844年10月24日、黄埔条約の調印式に際しフランス代表団と写真撮影に臨んだ耆英（右から2番目）

耆英（きえい、満洲語: ᠬᡳᡳᠩ　転写：kiing、乾隆52年2月3日（1787年3月21日） - 咸豊8年5月19日（1858年6月29日））は、清朝の人物。愛新覚羅氏の出身で、太祖ヌルハチの弟のムルハチ（穆爾哈斉）の末裔である。
アヘン戦争で清朝が劣勢に陥ると、道光帝の命で和平交渉にあたった。1842年、清国全権として南京条約を締結した。その後、五港通商章程・虎門寨追加条約（虎門条約）の締結や、アメリカ合衆国との望厦条約、フランスとの黄埔条約の締結に臨んだ。アロー戦争に際して対英交渉が錯綜する中で責任を問われ、1858年、北京で自殺に追い込まれた。